# ترکیبات چهارتایی

کاتیون آمونیوم نوع چهارم شناخته شده ترین ترکیب چهارتایی است که در آن نیتروژن اتم مرکزی را تشکیل می‌دهد.

در علم شیمی به دسته‌ای از کاتیون‌ها که در آن یک اتم مرکزی با بار مثبت از گروه نیتروژن به چهار شاخه جانبی (در شیمی آلی عمدتا گروه آلکیل یا آریل) متصل شده باشد، ترکیب چهارتایی(به انگلیسی: Quaternary compound) گفته می‌شود. شناخته شده‌ترین دسته از کاتیون‌ها در این گروه، کاتیون آمونیوم نوع چهارم است که در آن نیتروژن اتم مرکزی را تشکیل می‌دهد.